# Tourbière de Louvie-Juzon
Tourbière de Louvie-Juzon este o arie protejată (sit de importanță comunitară — SCI) din Franța întinsă pe o suprafață de 31,22 ha, integral pe uscat.

## Localizare
Centrul sitului Tourbière de Louvie-Juzon este situat la coordonatele 43°05′49″N 0°23′04″W / 43.09701°N 0.38432°V.

## Înființare
Situl Tourbière de Louvie-Juzon a fost declarat arie specială de conservare în baza directivei 92/43 din 1992 referitoare la conservarea habitatelor naturale și a faunei și florei sălbatice pentru a proteja 4 specii de animale.

## Biodiversitate
Situată în ecoregiunea atlantică, aria protejată conține 7 habitate naturale: Pajiști umede atlantice temperate cu Erica ciliaris și Erica tetralix, Turbării active, Mlaștini oligotrofe degradate, capabile încă de regenerare naturală, Mlaștini alcaline, Mlaștini împădurite, Liziere de ierburi înalte hidrofile de câmpie și de nivel montan până la alpin, Păduri aluvionare cu Alnus glutinosa și Fraxinus excelsior (Alno-Padion, Alnion incanae, Salicion albae).
La baza desemnării sitului se află mai multe specii protejate:
- mamifere (2): liliacul mare cu potcoavă (Rhinolophus ferrumequinum), liliacul mic cu potcoavă (Rhinolophus hipposideros)
- nevertebrate (2): Coenonympha oedippus, fluturele auriu (Euphydryas aurinia)